# Варнов (Бютцов)
Варнов (нем. Warnow) — община в Германии, в земле Мекленбург-Передняя Померания.
Входит в состав района Гюстров. Подчиняется управлению Бютцов Ланд. Население составляет 1012 человек (2009); в 2003 г. — 1111. Занимает площадь 42,11 км².